# 原田快
原田 快（はらだ こころ、 2004年7月1日 - ）は、大阪府出身のフットサル選手。ショタ FS 所属。フットサル日本代表。ポジションはALA。

## 略歴
2021年より、ASVペスカドーラ町田へ所属。12試合に出場し、2得点。U-19日本代表選出。
2022年より、FCバルセロナBへ移籍。U-20日本代表選出。
2023年、U-23日本代表選出。
2024年、FCバルセロナのフットサルチーム初の日本人選手となる。日本代表に選出。

## 所属チーム
- 2020-2021  ASVペスカドーラ町田U-18
- 2021-2022  ASVペスカドーラ町田
- 2022-2023  FCバルセロナB
- 2024-  FCバルセロナ

## 代表
- 2021  U-19日本代表
- 2022  U-20日本代表
- 2023  U-23日本代表
- 2024  日本代表